# Кочур (присілок)
Кочу́р (рос. Кочур) — присілок у складі Увинського району Удмуртії, Росія.

## Населення
Населення — 49 осіб (2010; 81 в 2002).
Національний склад станом на 2002 рік:
- удмурти — 75 %

## Урбаноніми[3]
- вулиці — Кочурська